# Claudio Martelli
Claudio Martelli (ur. 24 września 1943 w Gessate) – włoski polityk i dziennikarz. Były parlamentarzysta, wicepremier (1989–1992) i minister sprawiedliwości (1991–1993), poseł do Parlamentu Europejskiego V kadencji. Jeden z najbliższych współpracowników Bettina Craxiego.

## Życiorys
Ukończył studia z zakresu literatury i filozofii na Uniwersytecie w Mediolanie. Pracował jako asystent na tej uczelni. W drugiej połowie lat 60. zaangażował się w działalność Włoskiej Partii Socjalistycznej (PSI), był m.in. jej wiceprzewodniczącym.
W latach 1979–1994 sprawował mandat posła do Izby Deputowanych VIII, IX, X i XI kadencji. Od 1984 do 1989 jednocześnie pełnił funkcję eurodeputowanego II kadencji. W 1989 objął urząd wicepremiera we włoskim rządzie. W 1991 został powołany na stanowisko ministra sprawiedliwości w gabinecie, którym kierował Giulio Andreotti. Gdy w 1993 wieloletni przywódca socjalistów Bettino Craxi zrezygnował z tej funkcji, Claudio Martelli stał się głównym pretendentem do przejęcia tej roli. Wkrótce sam został zmuszony do wycofania się z działalności politycznej i odejścia z rządu. W ramach serii afer korupcyjnych (tzw. Tangentopoli) również wobec niego pojawiły się zarzuty przyjęcia kilku milionów dolarów łapówki. Zarzuty te zostały potwierdzone w postępowaniu sądowym, które zakończyło się ostatecznie w 2000 wyrokiem skazującym na karę 8 miesięcy pozbawienia wolności.
Po kilku latach przerwy, w trakcie których był m.in. publicystą w "Mondoperaio", Claudio Martelli powrócił do aktywności politycznej w ramach Włoskich Demokratycznych Socjalistów (SDI). W latach 1999–2004 ponownie sprawował mandat deputowanego do Parlamentu Europejskiego V kadencji. Był członkiem frakcji socjalistycznej, od 2000 pozostawał deputowanym niezrzeszonym. Pracował m.in. w Komisji Spraw Zagranicznych, Praw Człowieka, Wspólnego Bezpieczeństwa i Polityki Obronnej.
W 2001 opuścił SDI, zakładał Nową Włoską Partię Socjalistyczną, jednak w 2005 ponownie wycofał się z polityki. W tym samym roku został dziennikarzem prywatnego kanału telewizyjnego Canale 5, gdzie zajął się prowadzeniem programów publicystycznych.